# Liga Norte de México 2015
La Temporada 2015 de la Liga Norte de México fue la edición número 4. Para esta temporada hubo un incremento de 6 a 8 equipos, los equipos que ingresan a la liga son los Diablos de Hermosillo que debutaban y los Tiburones de Puerto Peñasco que ya habían participado en la primera edición, por otro lado el equipo de Toritos de Tecate se convierte en los Toritos de Tijuana. La fecha de inicio de la campaña fue el jueves 9 de abril.
Al final de la temporada el equipo de Langosteros de Rosarito abandonó la liga por problemas financieros, incluso la última serie de la temporada regular no la disputó.
Los Centinelas de Mexicali se coronaron campeones del circuito por primera vez al derrotar en la Serie Final a los Toritos de Tijuana por 4 juegos a 3. El mánager campeón fue Ricardo Sáenz.

## Equipos participantes
Temporada 2015
| Liga Norte de México 2015   |                               |                             |           |
| Equipo                      | Sede                          | Estadio                     | Capacidad |
| Algodoneros de San Luis     | San Luis Río Colorado, Sonora | "Andrés Mena Montijo"       | 2,500     |
| Centinelas de Mexicali      | Mexicali, Baja California     | B'Air                       | 17,000    |
| Diablos de Hermosillo       | Hermosillo, Sonora            | Sonora                      | 16,000    |
| Freseros de San Quintín     | San Quintín, Baja California  | "Dr. Miguel Valdez Salazar" | 2,200     |
| Langosteros de Rosarito     | Rosarito, Baja California     | "René Ortiz Campoy"         | 1,800     |
| Marineros de Ensenada       | Ensenada, Baja California     | Deportivo Antonio Palacios  | 5,000     |
| Tiburones de Puerto Peñasco | Puerto Peñasco, Sonora        | "Francisco León García"     | 3,500     |
| Toritos de Tijuana          | Tijuana, Baja California      | Gasmart                     | 17,000    |

## Posiciones
- Actualizadas las posiciones al 25 de julio de 2015. [5]

### Primera Vuelta
| Liga Norte de México | Liga Norte de México | Liga Norte de México | Liga Norte de México | Liga Norte de México | Liga Norte de México |
| Equipo               | JG                   | JP                   | PCT                  | JV                   | PTS                  |
| -------------------- | -------------------- | -------------------- | -------------------- | -------------------- | -------------------- |
| Hermosillo           | 29                   | 16                   | .644                 | -                    | 8                    |
| San Quintín          | 29                   | 17                   | .630                 | 0.5                  | 7                    |
| Mexicali             | 28                   | 18                   | .609                 | 1.5                  | 6                    |
| San Luis             | 25                   | 21                   | .543                 | 4.5                  | 5                    |
| Tijuana              | 23                   | 22                   | .511                 | 6.0                  | 4.5                  |
| Puerto Peñasco       | 18                   | 27                   | .400                 | 11.0                 | 4                    |
| Ensenada             | 18                   | 28                   | .391                 | 11.5                 | 3.5                  |
| Rosarito             | 12                   | 33                   | .267                 | 17.0                 | 3                    |

### Segunda Vuelta
| Liga Norte de México | Liga Norte de México | Liga Norte de México | Liga Norte de México | Liga Norte de México | Liga Norte de México |
| Equipo               | JG                   | JP                   | PCT                  | JV                   | PTS                  |
| -------------------- | -------------------- | -------------------- | -------------------- | -------------------- | -------------------- |
| San Quintín          | 28                   | 14                   | .667                 | -                    | 8                    |
| Tijuana              | 27                   | 15                   | .643                 | 1.0                  | 7                    |
| Ensenada             | 23                   | 18                   | .561                 | 4.5                  | 6                    |
| Hermosillo           | 22                   | 18                   | .550                 | 5.0                  | 5                    |
| San Luis             | 23                   | 19                   | .548                 | 5.0                  | 4.5                  |
| Puerto Peñasco       | 21                   | 19                   | .525                 | 6.0                  | 4                    |
| Mexicali             | 20                   | 21                   | .488                 | 7.5                  | 3.5                  |
| Rosarito             | 1                    | 41                   | .024                 | 27.0                 | 3                    |

### Global
| Liga Norte de México | Liga Norte de México | Liga Norte de México | Liga Norte de México | Liga Norte de México | Liga Norte de México |
| Equipo               | JG                   | JP                   | PCT                  | JV                   | PTS                  |
| -------------------- | -------------------- | -------------------- | -------------------- | -------------------- | -------------------- |
| San Quintín          | 57                   | 31                   | .648                 | -                    | 15                   |
| Hermosillo           | 51                   | 34                   | .600                 | 4.5                  | 13                   |
| Tijuana              | 50                   | 37                   | .575                 | 6.5                  | 11.5                 |
| Mexicali             | 48                   | 39                   | .552                 | 8.5                  | 9.5                  |
| San Luis             | 48                   | 40                   | .545                 | 9.0                  | 9.5                  |
| Ensenada             | 41                   | 46                   | .471                 | 15.5                 | 9.5                  |
| Puerto Peñasco       | 39                   | 46                   | .459                 | 16.5                 | 8                    |
| Rosarito             | 13                   | 74                   | .149                 | 43.5                 | 6                    |

| Clasificado a los playoffs |

## Juego de Estrellas
El Juego de Estrellas 2015 se realizó el viernes 5 de junio en el Estadio "Andrés Mena Montijo" de San Luis Río Colorado, Sonora, casa de los Algodoneros de San Luis. El encuentro terminó en empate a 5 carreras entre la Zona Oeste y la Zona Este. El venezolano Alexis Espinoza de los Diablos de Hermosillo fue elegido el Jugador Más Valioso del partido, mientras que el estadounidense Jeremy Acey de los Tiburones de Puerto Peñasco fue el ganador del Home Run Derby.

## Playoffs
|  | Primer Play Off | Primer Play Off | Primer Play Off |             |            | Semifinales | Semifinales | Semifinales |  |          | Final    | Final | Final |  |
|  |                 |                 |                 |             |            |             |             |             |  |          |          |       |       |  |
|  |                 |                 |                 |             |            |             |             |             |  |          |          |       |       |  |
|  | San Luis        | San Luis        | 1               |             |            |             |             |             |  |          |          |       |       |  |
|  | San Luis        | San Luis        | 1               |             |            |             |             |             |  |          |          |       |       |  |
|  | Hermosillo      | Hermosillo      | 4               |             |            |             |             |             |  |          |          |       |       |  |
|  | Hermosillo      | Hermosillo      | 4               |             | Hermosillo | Hermosillo  | 3           |             |  |          |          |       |       |  |
|  |                 |                 |                 |             | Hermosillo | Hermosillo  | 3           |             |  |          |          |       |       |  |
|  |                 |                 | Mexicali        | Mexicali    | 4          |             |             |             |  |          |          |       |       |  |
|  | Tijuana         | Tijuana         | Mexicali        | Mexicali    | 4          | 2           |             |             |  |          |          |       |       |  |
|  | Tijuana         | Tijuana         |                 |             |            |             |             |             |  |          |          |       |       |  |
|  | Mexicali        | Mexicali        | 4               |             |            |             |             |             |  |          |          |       |       |  |
|  | Mexicali        | Mexicali        | 4               |             |            |             |             |             |  | Mexicali | Mexicali | 4     |       |  |
|  |                 |                 |                 |             |            |             |             |             |  | Mexicali | Mexicali | 4     |       |  |
|  |                 |                 | Tijuana         | Tijuana     | 3          |             |             |             |  |          |          |       |       |  |
|  |                 |                 | Tijuana         | Tijuana     | 3          |             |             |             |  |          |          |       |       |  |
|  |                 |                 |                 |             |            |             |             |             |  |          |          |       |       |  |
|  |                 |                 |                 |             |            |             |             |             |  |          |          |       |       |  |
|  |                 | Tijuana         | Tijuana         | 4           |            |             |             |             |  |          |          |       |       |  |
|  |                 |                 |                 | 4           |            |             |             |             |  |          |          |       |       |  |
|  |                 |                 | San Quintín     | San Quintín | 3          |             |             |             |  |          |          |       |       |  |
|  | Ensenada        | Ensenada        | San Quintín     | San Quintín | 3          | 0           |             |             |  |          |          |       |       |  |
|  | Ensenada        | Ensenada        |                 |             |            |             |             |             |  |          |          |       |       |  |
|  | San Quintín     | San Quintín     | 4               |             |            |             |             |             |  |          |          |       |       |  |
|  | San Quintín     | San Quintín     | 4               |             |            |             |             |             |  |          |          |       |       |  |
|  |                 |                 |                 |             |            |             |             |             |  |          |          |       |       |  |

## Líderes
A continuación se muestran los lideratos tanto individuales como colectivos de los diferentes departamentos de bateo y de pitcheo.

### Bateo
| Categoría           | Individual                                                             | Marca | Colectivo                                   | Marca |
| ------------------- | ---------------------------------------------------------------------- | ----- | ------------------------------------------- | ----- |
| Porcentaje          | Yosmany Guerra (SQN)                                                   | .380  | Freseros de San Quintín                     | .291  |
| Carreras Producidas | Yosmany Guerra (SQN)                                                   | 66    | Algodoneros de San Luis                     | 399   |
| Home Runs           | Alfredo Silverio (TIJ)                                                 | 14    | Marineros de Ensenada Diablos de Hermosillo | 54    |
| Carreras Anotadas   | Karexón Sánchez (SLR)                                                  | 74    | Algodoneros de San Luis                     | 456   |
| Hits                | Jorge Alberto Bravo Padrón (MXL)                                       | 123   | Freseros de San Quintín                     | 815   |
| Dobles              | Juan Carlos Torres (SLR) Marcos Vechionacci (ENS) Yosmany Guerra (SQN) | 29    | Freseros de San Quintín                     | 166   |
| Triples             | Yosmany Guerra (SQN)                                                   | 6     | Freseros de San Quintín                     | 20    |
| Bases Robadas       | Carlos Colmenares (ENS)                                                | 38    | Marineros de Ensenada                       | 74    |

### Pitcheo
| Categoría       | Individual                                     | Marca | Colectivo               | Marca |
| --------------- | ---------------------------------------------- | ----- | ----------------------- | ----- |
| Efectividad     | Derrick Miramontes (ENS)                       | 0.96  | Freseros de San Quintín | 3.20  |
| Juegos Ganados  | Alexis Portillo (SQN) Derrick Miramontes (ENS) | 9     | Freseros de San Quintín | 54    |
| Ponches         | Derrick Miramontes (ENS)                       | 103   | Freseros de San Quintín | 634   |
| Juegos Salvados | Jesús Enrique Sánchez (HMO)                    | 24    | Freseros de San Quintín | 29    |
| WHIP            | Derrick Miramontes (ENS)                       | 0.90  | Freseros de San Quintín | 1.37  |

## Acontecimientos relevantes
- 20 de junio: Martín Urías (5.2), Carlos Medina (0.1), Pedro Viola (1.0), Ferna Corrales (1.0) y Elvin Ramírez (1.0) de los Centinelas de Mexicali le lanzaron juego sin hit ni carrera de manera combinada en 9 entradas a los Algodoneros de San Luis con marcador de 2-0 en el Estadio B'Air de Mexicali, Baja California.[7]
- Derrick Miramontes de los Marineros de Ensenada se adjudicó la "Triple Corona de Pitcheo" al terminar como líder en efectividad, juegos ganados y ponches.[8]